# 2011 EO40
2011 EO40 er en Apollo-asteroide og muligt moderlegeme til Meteoritnedfaldet i Rusland 2013.

## Opdagelse, bane og fysiske egenskaber
2011 EO40 blev opdaget af Richard A. Kowalski den 10. marts 2011 da han observerede for Mount Lemmon Survey.
2011 EO40 bane er typisk for en Apollo-asteroide og er karakteriseret ved en betydelig excentricitet (0,54), lav inklination (3,36º) og halve storakse på 1,65 AU. Ved dens opdagelse var den klassificeret som en jordkrydsende småplanet, en nærjords-asteroide (NEA) og en potentiel farlig småplanet (PHA) af Minor Planet Center. Asteroiden 2011 EO40 kræver yderligere observationer før man kan bestemme en præcis bane. Indtil 31. juli 2013 var dens bane kun baseret på 20 observationer over 34 dage. 2011 EO40 har en størrelsesklasse på 21,5 som giver en karakteristisk diameter på omkring 200 m.